# مورتیزاپور
مورتیزاپور (به انگلیسی: Murtajapur) یک منطقهٔ مسکونی در هند است که در بخش آکولا واقع شده‌است. مورتیزاپور ۳۸٬۵۵۱ نفر جمعیت دارد و ۳۰۸ متر بالاتر از سطح دریا واقع شده‌است.